# Leptochiton rissoi
Leptochiton rissoi är en blötdjursart som först beskrevs av Hugo Frederik Nierstrasz 1905.  Leptochiton rissoi ingår i släktet Leptochiton och familjen Leptochitonidae. Inga underarter finns listade i Catalogue of Life.